# Turbión del río Piraí de 1983
El turbión del río Piraí de 1983, también conocido como El Gran Turbión de 1983, fue un desastre natural ocurrido en la madrugada del 18 de marzo de ese año principalmente en la ciudad de Santa Cruz de la Sierra y regiones vecinas del departamento de Santa Cruz, al este de Bolivia. En una investigación publicada en 2016, se menciona que en realidad fueron dos las riadas ocurridas en 1983, la primera el 1 de febrero y la segunda el 18 de marzo.
Dicho evento ocurrió a causa de la histórica crecida del río Piraí que corre al oeste de la ciudad de Santa Cruz. Debido a una torrencial lluvia en la cuenca alta del río, este destruyó a su paso en una longitud de más de 100 kilómetros entre los valles y la llanura aluvial y, al avanzar sobre terreno plano, el desborde alcanzó un frente de unos 10 kilómetros de ancho, realizando un movimiento de tierra.
El turbión arrasó el puente de Tarumá y destruyó el pueblo de El Chorrito, en el municipio de El Torno, y llegó a Santa Cruz inundando el jardín botánico, el barrio Ambrosio Villarroel y toda la zona oeste de la urbe. La riada causó además centenares de muertos, y dejó sin hogar a 3.000 familias.

## Efectos
Las familias damnificadas por la riada de ese año fueron trasladadas al este de la ciudad, donde se creó el barrio Plan 3000.
Debido al turbión de 1983 se construyeron defensivos en la parte oeste de la ciudad, además de consolidarse una franja de bosque de protección llamado el cordón ecológico del río Piraí, que es una muralla vegetal de un kilómetro de ancho.